# Сарна
Са́рна, серна (Capreolus Gray, 1821) — рід ссавців з родини оленевих (Cervidae). У розмовній мові представників роду називають також «дикі кози» , «козулі» або «косулі». Етимологія: назва походить від прасл. срна і споріднена з лат. cervus (від пра-і.є. ḱerh₂- — «ріг»), дінд. srŋgam («ріг») і прасл. *korva («корова»).

## Палеонтологія
Вважається, що сарни походить від виду євразійського роду Procapreolus.
Окрім сучасних видів описано також викопні види: Capreolus constantini та Capreolus formosanus, які розширюють ареал роду до Тайваню й до Мексики.

## Види сарн
У складі роду — два види:
- Сарна європейська — Capreolus capreolus (Linnaeus, 1758)
- Сарна азійська — Capreolus pygargus (Pallas, 1771)

Межа між європейською і азійською сарнами проходить приблизно по р. Волзі. Інколи кавказьких сарн відносять до азійського виду.

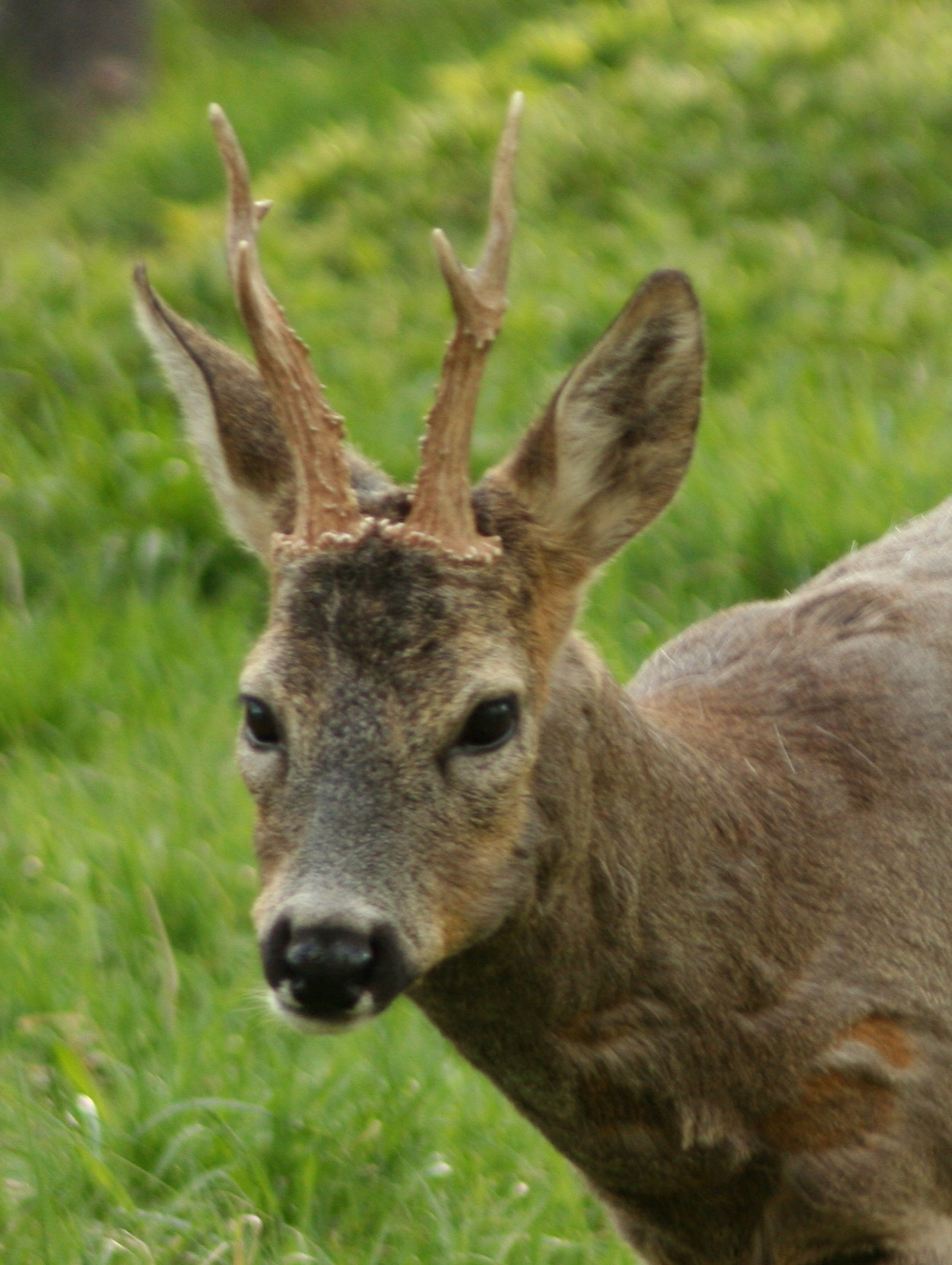
Дорослий самець сарни європейської
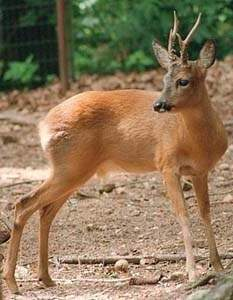
Дорослий самець сарни азійської
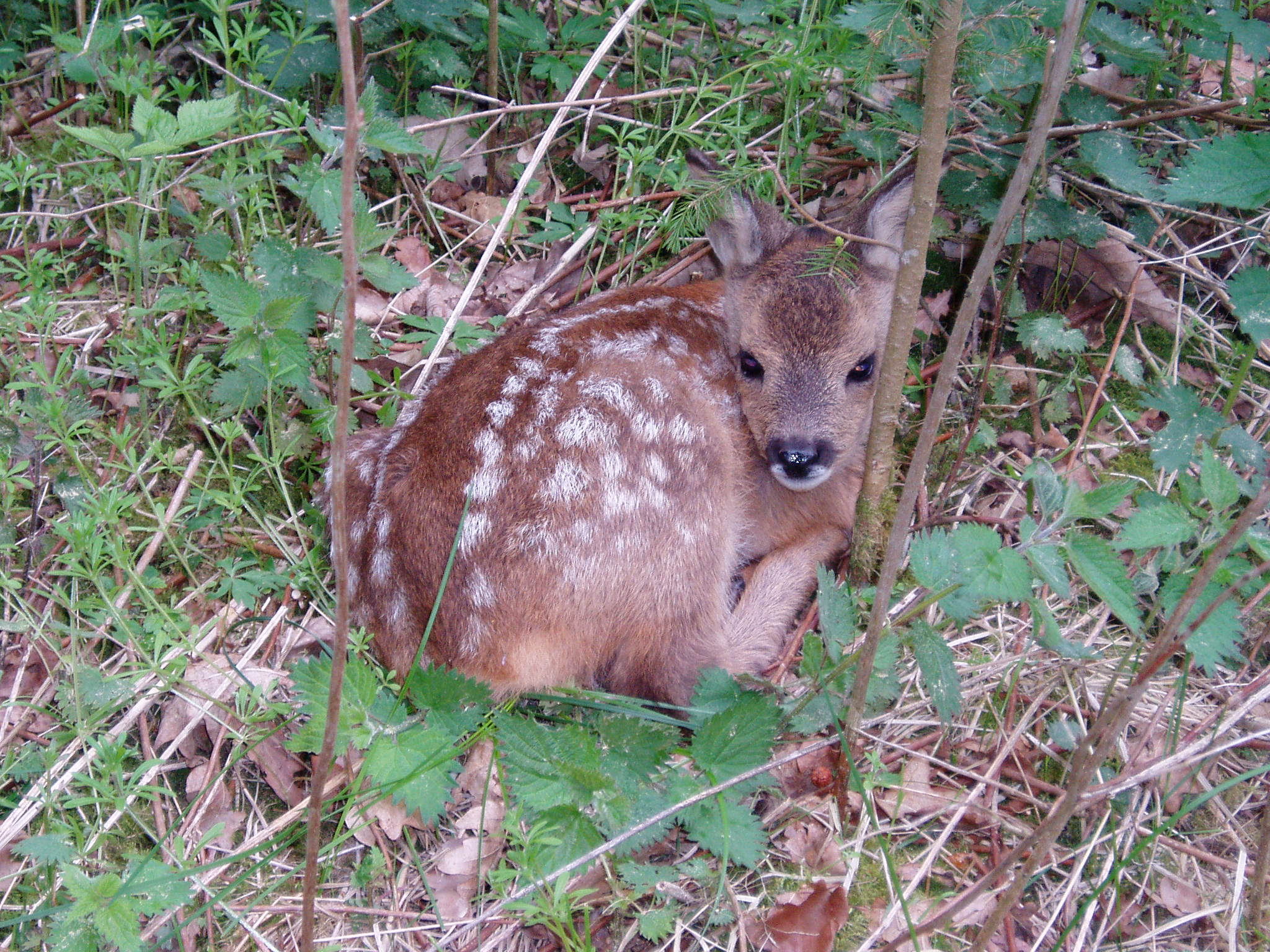
Малята сарн завжди плямисті
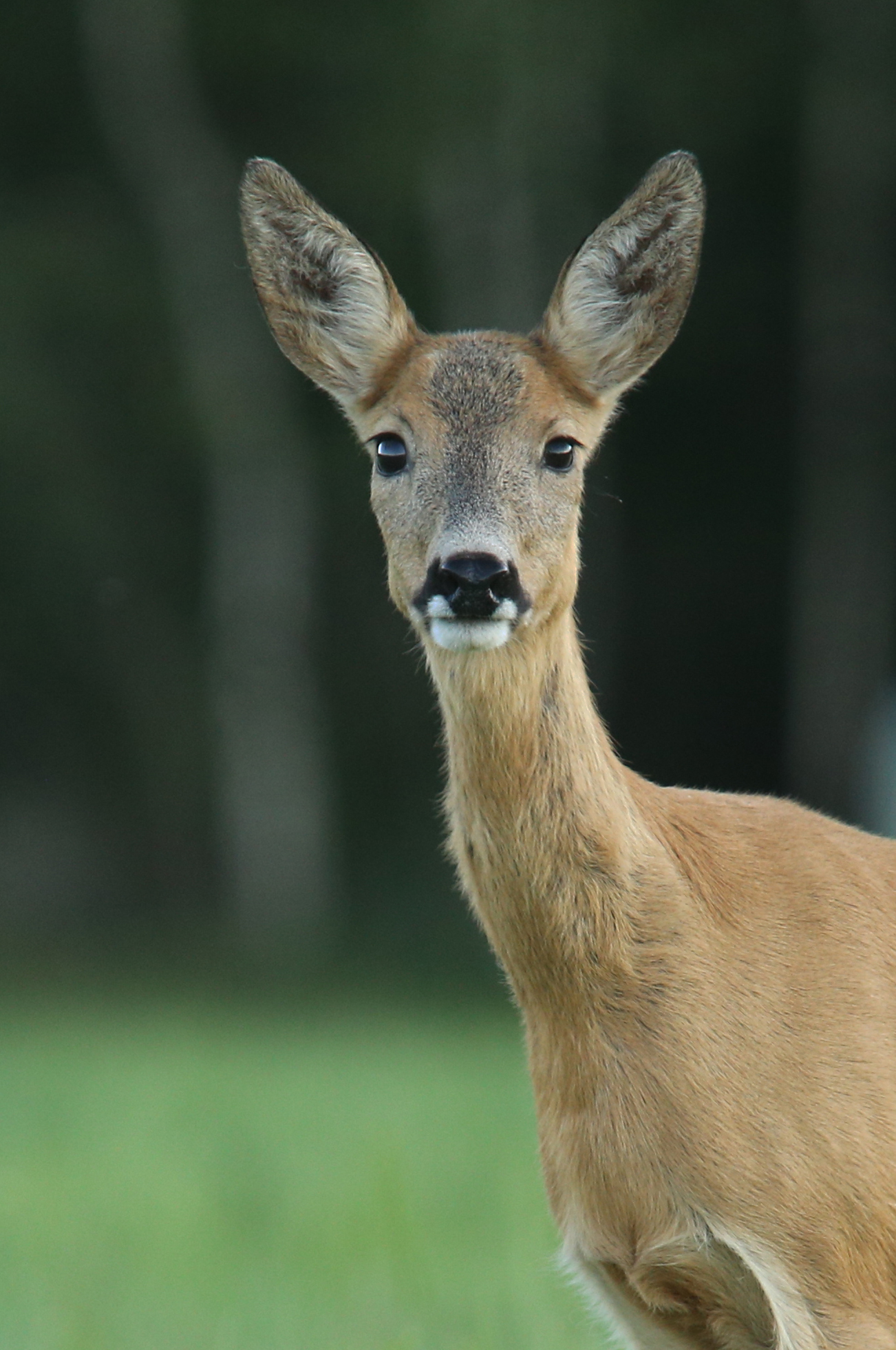
Сарна - один з найстрункіших видів оленів

## Поширення
Сарни європейські живуть у Європі до півночі Середньої Скандинавії й Фінської затоки, гирла Ками і верхів'я Печори. Далі ареал сарн охоплює Малу Азію, Північний Іран, Північний Ірак, Кавказ й Крим.
В Азії сарни (сарна азійська) населяє Сибір й Далекий Схід, на півдні доходячи до Північного Казахстану; населяє Тянь-Шань, Алтай, Північну Монголію, Північно-Східний Китай, Корею, зустрічається на півдні Східного Тибету й Північного Сичуаню.
В Україні трапляється нечасто[джерело?]. В природних умовах окремі особини було помічено в Сарненському районі (Полісся, Рівненщина), на Новосанжарщині (Полтавська область) та на території національного природного парку "Кременецькі гори" (Тернопільщина).

## Сарни в культурі та мистецтві
Відомим є малюнок неповторного Ніко Піросмані, який називається «Сарна на тлі ландшафту» (див. фото). кілька полотен із сарнами належить перу німецького художника-експресіоніст Франца Марка. За назвою цієї тварини названі три населені пункти України: місто Сарни Сарненського району Рівненської області, до того ж зображення тварини присутнє як на гербі та прапорі міста так і на гербі й прапорі району; а також два села: Сарни, Львівська область, Яворівський район та Сарни, Черкаська область, Монастирищенський район.

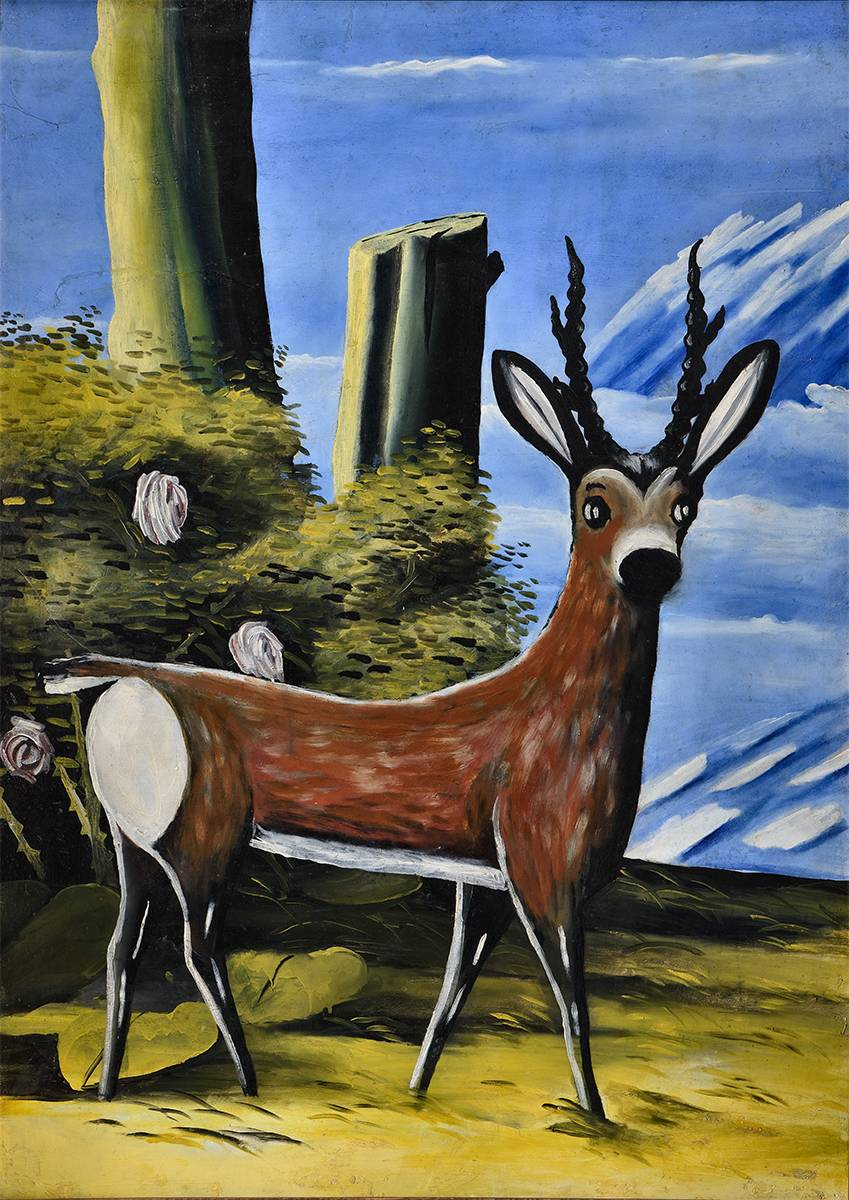
Сарна. Малюнок — Ніко Піросмані
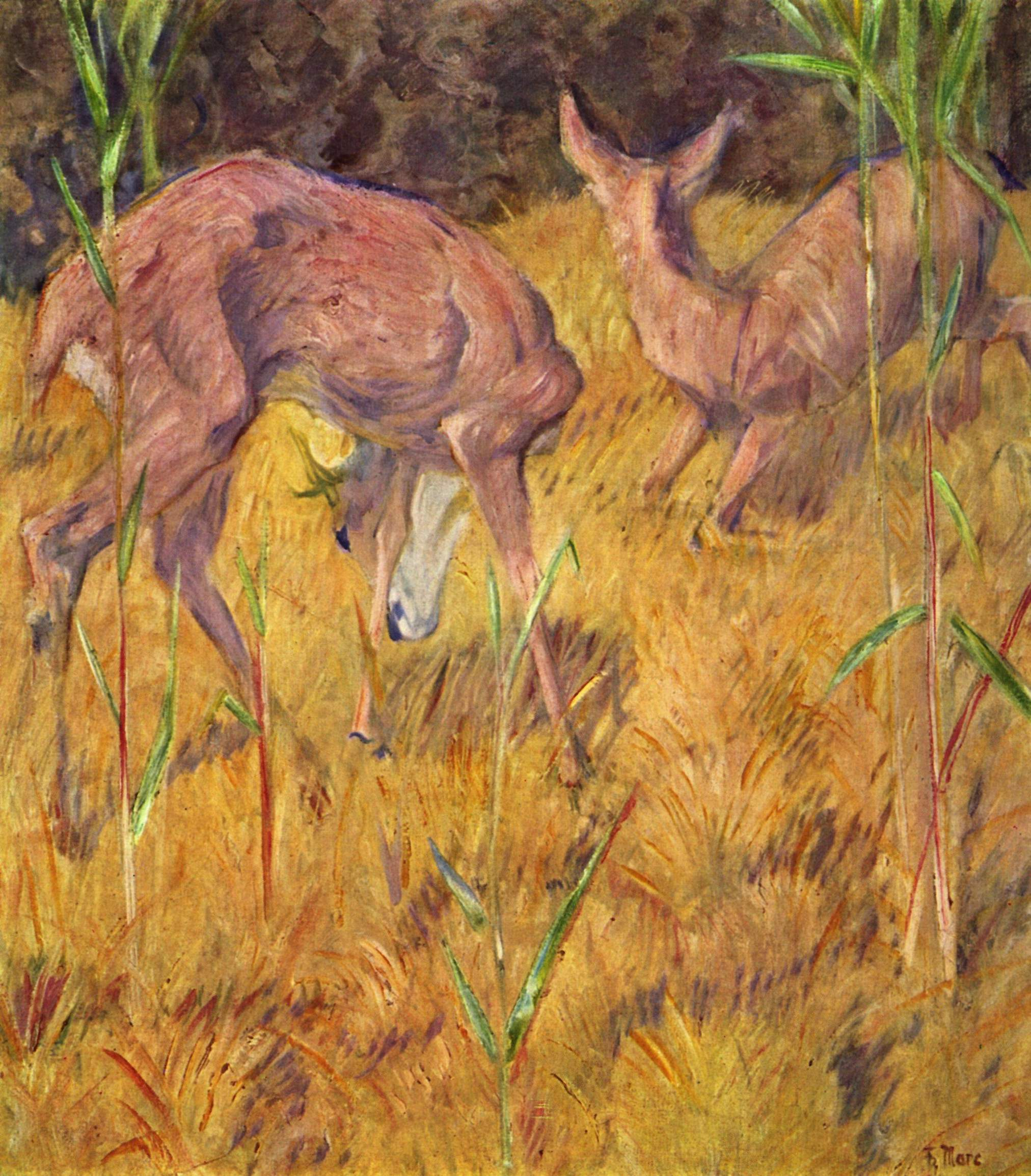
Сарни в очереті — Франц Марк
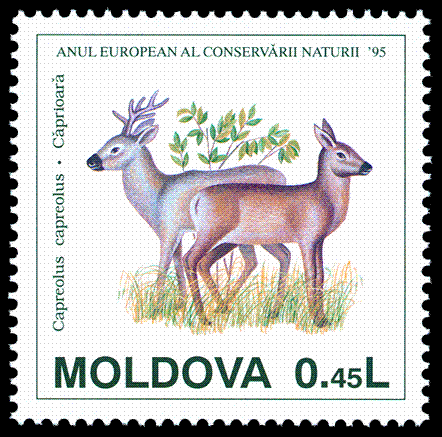
Сарна європейська на молдовській марці

## Поширені синоніми
Одна з поширених вернакулярних назв сарни — дика коза, або козуля, а в літературі радянського часу набула поширення видозміна останньої назви — «косуля». Асоціація назви роду з назвою роду Коза (Capra) є невиправданою, оскільки сарна і коза належать до різних родин: оленевих і бикових, відповідно.
До певної міри назву «козуля» можна розглядати як відповідник латинської назви, в якій корінь «Capra» означає «козу», а зменшувальний суфікс «-olus» формує діючу власну назву. За «Словарем» Б. Грінченка, «козуля» — маленька корова з кривими рогами. На відміну від «козулі», у сарни, як тлумачить цю назву В. Даль, «ріжки оленячі».